# Racing Point RP20
A Racing Point RP20 egy Formula–1-es versenyautó, melyet a BWT Racing Point Formula One Team készített és versenyeztetett a 2020-as Formula–1 világbajnokságban. Pilótái Sergio Pérez és Lance Stroll voltak, illetve pozitív koronavírus-teszt produkálása miatt két verseny erejéig Nico Hülkenberg.
Az autót sok kritika érte, főként azért, mert kívülről szinte teljesen megegyezik a 2019-es Mercedes W10 versenyautóval, emiatt a közvélemény a "Pink Mercedes" gúnynevet ragasztotta rá. A hasonlóság a riválisoknak is szemet szúrt, és az idény során óvást is bejelentettek.

## Áttekintés
Az autó 2020 januárjában átment a törésteszteken, és az FIA homologizálta. Otmar Szafnauer csapatfőnök elmondása szerint az RP20-as az előző évi modell továbbfejlesztése, ugyanis a 2021-re várt új szabályokra való felkészülés miatt nem lett volna értelme teljesen újat építeni. A fejlesztést már 2019 nyarán megkezdték.
A szezon előtti teszteken sokaknak feltűnt, hogy az RP20-as mennyire hasonlít a Mercedes csapat előző évi autójára. Andrew Green technikai igazgató elismerte, hogy bizonyos szögből nézve valóban nagy a hasonlóság, de tagadta, hogy alkatrészt vagy esetleg tervrajzokat szereztek volna a Mercedestől (ami egyébként tilos lenne). Ennek ellenére a hasonlóság annyira zavarbaejtő volt, hogy Zak Brown, a McLaren csapatfőnöke ki is jelentette, hogy ez az autó effektíve a tavalyi Mercedes.

## A szezon
A csapat ígéretesen kezdte az évet, láthatóan nagyon gyorsak voltak a szezonnyitó Osztrák Nagydíjon is, de a versenyeken nyújtott tempó sokszor nem volt az igazi. Ennek ellenére Perez a hatodik lett, Strollnak viszont az egyébként is kiesésekkel tarkított versenyt fel kellett adnia. Hasonló jó eredmények születtek a Stájer és a Magyar Nagydíjon is, utóbbin Stroll akár a dobogóra is felkerülhetett volna.
A Stájer Nagydíj után a rivális Renault istálló óvást nyújtott be a Racing Point ellen. Ők egyértelműen azt állították, hogy a Racing Point RP20-as pontosan ugyanolyan fékvezetékeket használ, mint a Mercedes W10 (tehát valóban arról az autótól másolták). Ez pedig szabálytalan, hiszen minden csapatnak magának kell megterveznie ezt az alkatrészt (is). A sportbírók bekérették a Mercedes fejlesztését is a tisztánlátás érdekében. Pontosan ugyanezzel a tartalommal még kétszer, a magyar és a brit nagydíj után is benyújtott óvást a Renault, az utóbbihoz pedig a Ferrari is csatlakozott. Az FIA végül a 70. évfordulós nagydíj előtt, augusztus 7-én döntést hozott, és megállapította, hogy a kérdéses alkatrész valóban szabálytalan. Ezért a csapatot 400 ezer eurós pénzbüntetéssel és 15 pont levonással sújtották. Az indoklás szerint a Racing Point hátsó fékvezetékei megfelelnek a szabályoknak, de egyértelműen bebizonyosodott, hogy a Mercedes megoldását másolták. Az első fékvezetékek esetében nem merült fel szabálytalanság gyanúja.
A brit nagydíj előtt Sergio Pérez váratlanul pozitív koronavírus-tesztet produkált, így az érvényben lévő szabályok szerint nem indulhatott a futamon. Helyette az utolsó pillanatban Nico Hülkenberg ugrott be, aki azonban a futamon nem tudott indulni, mert percekkel a rajt előtt meghibásodott az autója. A soron következő 70. évfordulós nagydíjon azonban ismét az autóba ülhetett, és hetedik helyet szerzett. A csapat jó formája folytatódott, a kaotikusra sikeredett olasz nagydíjon Stroll harmadik helyet ért el, ezután azonban két futamon is kiesett, az Eifel nagydíjon pedig koronavírus-fertőzés miatt el sem tudott indulni - ismét Hülkenberg ugrott be, aki a nyolcadik helyet szerezte meg, annak ellenére, hogy a hirtelen beugrás miatt (gyakorlatilag egy telefonhívást követően azonnal a helyszínre autózott és már öltözött is be a csapat overalljába) a legutolsó helyről rajtolt.
A csapat első igazán komoly eredményét a török futamon szállította. A pálya nemrég lett újraaszfaltozva, amellett az eső miatt csúszós is volt a hétvége bizonyos részein, ezért borítékolható volt a meglepetés. Lance Stroll fantasztikus időeredménnyel pole pozíciót szerzett, Perez pedig harmadik lett. A verseny jelentős részében Stroll vezetett is, azonban a kezdeti esős körülmények megszűntek, a pálya lassan felszáradt, és az intermediate gumikra való átállást követően Stroll autója látványosan lassulni kezdett - mint utóbb kiderült, megsérült az első szárnya. Stroll így csak a kilencedik helyen ért célba, Perez viszont végül második lett. Bahreinben az álomszerű hétvége után rémálomszerű következett: a konstruktőri harmadik helyért még meccsben lévő Racing Point előbb Strollt veszítette el, miután a Romain Grosjean hatalmas balesetét követő újraindításban ütközött Daniil Kvjattal, és az autója fejreállt; majd alig három körrel a verseny vége előtt az addig remekül autózó, a harmadik helyen haladó Perez motorja adta meg magát.
Aztán az egy héttel későbbi Szahír Nagydíjon ismét fordult a szerencse. A bahreini pálya rövidebb, gyorsabb, 1 perc alatti köridőket biztosító variánsán a két Racing Point remekelt. Perez versenyének nagyon úgy tűnt, hogy az első körben vége, amikor összeütközött Charles Leclerc-lel és az utolsó helyre esett vissza, ráadásul az előző heti motormeghibásodás után csak egy régebbi, használt motort tudtak nagy hirtelen beépíteni. Ennek ellenére folyamatosan jött fel a mezőnyben, és a jó gumistratégiával, valamint a Mercedesek kerékcsere közbeni kapitális hibáival a verseny utolsó köreiben az élen találta magát, és kényelmes előnnyel szerezte meg a győzelmet. Ez volt élete első győzelme, amellyel megdöntötte Mark Webber rekordját: 190 verseny után nyert először. Stroll szintén ügyesen használta ki a kavarodást és harmadik lett, amellyel egy fantasztikus kettős dobogót ünnepelhetett a csapat. Utoljára a Racing Point jogelődje, a Jordan tudott nyerni 2003-ban, így mondhatni 17 év után ez volt az első győzelmük.
A konstruktőri harmadik helyért a csapat az utolsó versenyig küzdött, végül csak azért vesztették el azt a McLarennel szemben, mert Perez kiesett a Racing Point-os búcsúfutamán, Stroll pedig csak tizedik lett.

## Eredmények
| Év   | Csapat           | Motor                       | Abroncs | Versenyzők      | Nagydíjak | Nagydíjak | Nagydíjak | Nagydíjak | Nagydíjak | Nagydíjak | Nagydíjak | Nagydíjak | Nagydíjak | Nagydíjak | Nagydíjak | Nagydíjak | Nagydíjak | Nagydíjak | Nagydíjak | Nagydíjak | Nagydíjak | Pont          | Helyezés |
| Év   | Csapat           | Motor                       | Abroncs | Versenyzők      | AUT       | STY       | HUN       | GBR       | 70        | ESP       | BEL       | ITA       | TUS       | RUS       | EIF       | POR       | EMI       | TUR       | BHR       | SAK       | UAE       | Pont          | Helyezés |
| ---- | ---------------- | --------------------------- | ------- | --------------- | --------- | --------- | --------- | --------- | --------- | --------- | --------- | --------- | --------- | --------- | --------- | --------- | --------- | --------- | --------- | --------- | --------- | ------------- | -------- |
| 2020 | BWT Racing Point | Mercedes M11 EQ Performance | P       | Sergio Pérez    | 6         | 6         | 7         | VI        | VI        | 5         | 10        | 10        | 5         | 4         | 4         | 7         | 6         | 2         | 18 †      | 1         | KI        | 195 (210) [a] | 4.       |
| 2020 | BWT Racing Point | Mercedes M11 EQ Performance | P       | Lance Stroll    | KI        | 7         | 4         | 9         | 6         | 4         | 9         | 3         | KI        | KI        | VI        | KI        | 13        | 9         | KI        | 3         | 10        | 195 (210) [a] | 4.       |
| 2020 | BWT Racing Point | Mercedes M11 EQ Performance | P       | Nico Hülkenberg |           |           |           | NI        | 7         |           |           |           |           |           | 8         |           |           |           |           |           |           | 195 (210) [a] | 4.       |

- † – Nem fejezte be a futamot, de rangsorolva lett, mert teljesítette a versenytáv 90%-át.
- ↑ a:  Az FIA a Racing Point alakulatát 15 ponttól megfosztotta, miután megállapította, hogy a csapat szabálytalan fékhűtőket használt.[1]

## Fordítás
- Ez a szócikk részben vagy egészben  a   Racing Point RP20 című angol Wikipédia-szócikk ezen változatának fordításán alapul.  Az eredeti cikk szerkesztőit annak laptörténete sorolja fel. Ez a jelzés csupán a megfogalmazás eredetét és a szerzői jogokat jelzi, nem szolgál a cikkben szereplő információk forrásmegjelöléseként.